# Betim Futebol Clube
O Betim Futebol Clube foi um clube de futebol sediado em Betim, Minas Gerais, fundado em 14 de novembro de 2006. Ao longo de sua história, disputou a terceira divisão estadual por três ocasiões e participou de duas edições da Taça Belo Horizonte nas categorias de base. Em 2012, o Ipatinga tentou transferir sua sede para a Região Metropolitana de Belo Horizonte, mas a existência do Betim gerou entraves junto à Confederação Brasileira de Futebol. Para viabilizar essa mudança, o presidente do Ipatinga, Itair Machado, solicitou a desfiliação do Betim na Federação Mineira de Futebol, encerrando assim a história do clube.